# Józef Kazimierz Plebański
Józef Kazimierz Plebański (ur. 1 marca 1831 w Trzemesznie, powiat Mogilno, zm. 19 sierpnia 1897 w Izdebnie Kościelnym) – historyk polski, encyklopedysta.

## Życiorys
W literaturze czasem występuje jako miejsce urodzenia Bystrzyca koło Mogilna, jednak o Trzemesznie wspomina we wspomnieniach jego wnuk Tadeusz Plebański oraz Encyklopedia PWN. Natomiast Kwartalnik Historyczny, wydany zaraz po jego śmierci, w 1897 mówi o Bystrzycy pod Trzemesznem.
Józef Kazimierz Plebański był jedynakiem, został wykształcony we Wrocławiu i w Berlinie, gdzie doktoryzował się w 1855 roku. Tematem jego dysertacji były dzieje panowania Jana Kazimierza i Marii Ludwiki Gonzagi i związane z tym odnalezienie w Bibliotece Berlińskiej nieznanych listów Jana Kazimierza. Po uzyskaniu doktoratu wykładał jakiś czas we Wrocławiu, skąd został przeniesiony przez margrabiego Al. Wielopolskiego do Warszawy na stanowisko profesora historii w Szkole Głównej, jak wówczas nazywał się Uniwersytet Warszawski. Rektorem był wtedy prof. Mianowski.
Józef Kazimierz Plebański był współzałożycielem reaktywowanej niedawno Kasy Mianowskiego. W czasie intensywnych działań rusyfikacyjnych po powstaniu styczniowym zaborca nakazał prowadzenie nauczania w języku rosyjskim. Józef Kazimierz Plebański był w grupie profesorów, którzy odmówili współpracy z władzami carskimi, skutkiem czego zostali wypędzeni z Uniwersytetu. Gdy około 1868 Szkoła Główna została zamknięta przez władze rosyjskie, zaproponowano Józefowi Kazimierzowi katedrę we Lwowie, ale nie przyjął jej, nie chcąc emigrować do Małopolski. Z biegiem czasu został redaktorem poczytnego pisma, miesięcznika "Biblioteka Warszawska".
Około 1862-63 poślubił Kazimierę Jarzębowską (1835-1913). Ze sprzedaży posagowego majątku żony “Krzycko Wielkie”, małżonkowie Plebańscy zakupili majątek starościny wyszogrodzkiej Szymanowskiej - Izdebno Kościelne w okolicy Grodziska Mazowieckiego. Tam też urodziło się sześcioro dzieci, Stanisława, Jan-Teodor, Michał, Maria, Leontyna i Stefania.

## Publikacje
Był encyklopedystą oraz członkiem komitetu redakcyjnego Encyklopedii Wychowawczej wydanej w latach 1880-1890. Napisał również:
- Jan Kazimierz - Maria Ludwika Gonzaga. Dwa obrazy historyczne. Warszawa, (1862).
- Commentatio historica de successoris designandi consilio vivo Joanne Casimiro Polonorum Rege... (Z rozprawą pl. De nunciorum Poloniae terrestrium libero veto). Berlin, (1855).
- Obraz dworów europejskich na początku XVII w., przedstawiony w Dzienniku podróży królewicza Władysława, syna Zygmunta IlI, do Niemiec, Austryi, Belgii, Szwajcaryi i Włoch w roku 1624-1625, skreślony przez Stefana Paca... Z rękopisu wydał J. K. Plebański. Wrocław, (1854).
- Lekcya wstępna metodologii i encyklopedyi nauk akademickich. Warszawa, (1862).
- O pedagogicznem znaczeniu nauk klassycznych. Warszawa, (1876).
- Recepta na to, abyśmy się długo w ojczystej ziemi osiedzieli a. 1682... z rękopisu podał... Warszawa, (1887).
- Geografia, jej znaczenie w szkole i literaturze. Warszawa, (1890).
- Olbrychla Karmanowskiego, poety w. XVIl, wiersze różne. Warszawa, (1890).